# Morrissey (Familienname)
Morrissey ist ein ursprünglich patronymisch gebildeter englischer Familienname irischer Herkunft (irisch: Ó Muirgheasa) mit der Bedeutung „Nachfahr des Muirgheas“. Als eine Kurzform des Namens kann Morris auftreten.

## Namensträger
- Alice Morrissey (ca. 1868–1912), englisch-britische, katholische Sozialistenführerin und Suffragette
- Betty Morrissey (1907–1944), US-amerikanische Schauspielerin
- Bill Morrissey (* 1951), US-amerikanischer Musiker
- Daniel Morrissey (1895–1981), irischer Politiker
- David Morrissey (* 1964), britischer Schauspieler
- Di Morrissey (* 1948), australische Schriftstellerin
- Dick Morrissey (1940–2000), britischer Jazzmusiker
- Helena Morrissey (* 1966), britische Managerin und Aktivistin
- Jim Morrissey (* 1962), US-amerikanischer Footballspieler
- John Morrissey (Politiker) (Old Smoke; 1831–1878), irisch-amerikanischer Boxer, Gangster und Politiker
- John Morrissey (Produzent), US-amerikanischer Produzent und Schauspieler
- John Morrissey (Fußballspieler) (John Joseph Morrissey; * 1965), englischer Fußballspieler
- John Morrissey (Tennisspieler) (* 1992), irischer Tennisspieler
- John Joseph Morrissey (Komponist) (1906–1993), US-amerikanischer Komponist, Dirigent und Musikpädagoge
- John P. Morrissey, irischer Mikrobiologe und Biotechnologe
- Johnny Morrissey (John Joseph Morrissey; * 1940), englischer Fußballspieler
- Joseph Lawrence Morrissey (1905–1981), englischer Science-Fiction-Autor (Pseudonyme: J. L. Morrissey, Henry Richards, Richard Saxon)
- Josh Morrissey (* 1995), kanadischer Eishockeyspieler
- Michael Morrissey (Politiker) († 1947), irischer Politiker
- Michael Morrissey (Bischof) (* 1952), australischer Bischof
- Neil Morrissey (* 1962), britischer Schauspieler
- Pat Morrissey, US-amerikanische Sängerin
- Paul Morrissey (1938–2024), US-amerikanischer Regisseur
- Peter Morrissey, australischer Modedesigner
- Sinéad Morrissey (* 1972), nordirische Dichterin
- Steven Patrick Morrissey (* 1959), britischer Musiker
- Tom Morrissey (* 1956), irischer Politiker
- William Morrissey (* 1986), US-amerikanischer Wrestler; siehe Big Cass